# Aszekejevói járás
Az Aszekejevói járás (oroszul Асекеевский райо́н) Oroszország egyik járása az Orenburgi területen. Székhelye Aszekejevo.

## Népesség
- 1989-ben 24 682 lakosa volt.
- 2002-ben 24 492 lakosa volt.
- 2010-ben 21 050 lakosa volt, melyből 10 383 tatár, 7 647 orosz, 937 mordvin, 500 kazah, 489 ukrán, 423 csuvas, 140 baskír, 117 azeri.